# Тюрин, Иван Павлович
Иван Павлович Тюрин — советский хозяйственный, государственный и политический деятель.

## Биография
Родился в 1903 году в Речице Овстугской волости. Член ВКП(б) с 1926 года.
С 1916 года — на хозяйственной, общественной и политической работе. В 1916—1981 гг. — ремонтный рабочий, в Красной Армии, секретарь Речицкого сельского Совета, технический работник Овстугского волисполкома, секретарь волисполкома, секретарь президиума Брянского губернского комитета крестьянской взаимопомощи, в РККА, секретарь Овстугского волкома партии, заведующий отделом Дятьковского райкома партии, секретарь Касплянского райкома, Клетнянского райкома ВКП(б) Западной области, начальник политотдела Гордеевской МТС, первый секретарь Гордеевского райкома ВКП(б), заместитель начальника облземотдела Орловской области и начальник зернового управления, заместитель заведующего облторготдела, председатель правления Орловского облпотребсоюза, секретарь Орловского облисполкома, заместитель председателя Брянского облисполкома, председатель Брянского горисполкома, заместитель председателя Брянского облисполкома, руководитель Брянской группы контролеров Комиссии советского контроля Совета Министров РСФСР, на общественной работе: заведующий внештатным отделом областного комитета партгосконтроля, а затем народного контроля.
Избирался депутатом Верховного Совета РСФСР 2-го и 3-го созывов.
Умер в Брянске в 1981 году.